# Douglas Martin
Pour les articles homonymes, voir Martin.
Douglas Martin est un photographe américain de l'Associated Press, lauréat du World Press Photo of the Year 1957.

## La photo gagnante
La photo primée (en noir et blanc) dépeint Dorothy Counts, quinze ans, la première étudiante afro-américaine à être acceptée au lycée Harry Harding (en) (Charlotte en Caroline du Nord), harcelée et insultée par ses camarades blancs. En cette date, le 4 septembre 1957, c'est la seule afro-américaine à fréquenter cette école qui ne pratique plus la ségrégation raciale. Quatre jours plus tard, ses parents la retirent de l'établissement.

## Récompenses et distinctions
- 1957 : World Press Photo of the Year[2]